# The Eclipse
The Eclipse è un film del 2009 diretto da Conor McPherson.

## Trama
Michael Farr è un vedovo che sta vivendo una crisi depressiva e vive nella piccola località di mare di Cobh, Irlanda, insieme ai suoi due figli. Tentando di rimettere in sesto la sua vita dopo la morte della moglie, Michael inizia ad avere delle visioni che gli fanno credere di vedere realmente i fantasmi. Durante un suo lavoro come volontario al festival letterario che si tiene in paese ogni anno, fa la conoscenza di Lena Morrell, scrittrice di racconti dell'orrore.

## Riconoscimenti
Il film è stato candidato a otto premi IFTA, aggiudicandosene tre per miglior film, miglior attore non protagonista a Aidan Quinn e miglior sceneggiatura.